# Кашина Ђумијенго (Торино)
Кашина Ђумијенго је насеље у Италији у округу Торино, региону Пијемонт.
Према процени из 2011. у насељу је живело 16 становника. Насеље се налази на надморској висини од 239 м.